# Prci, prci, prcičky: Na táboře
Prci, prci, prcičky: Na táboře (v anglickém originále American Pie Presents: Band Camp) je čtvrtý ze série filmů Prci, prci, prcičky natočený přímo na video. Hlavním hrdinou filmu je Matt Stifler, bratr Stevea Stiflera. Matt je donucen účastnit se nechvalně známého hudebního tábora, kde potká dívku a je nucen změnit své způsoby.

## Děj
Matt Stifler, mladší bratr Stevea Stiflera, chce pokračovat v rodinném businessu - natáčení filmů, a tak chce svému bratrovi dokázat, že je dobrý na to, aby se stal Stifmeistererem. Matt s přáteli postříkají pepřovým sprejem hudební nástroje kapely, která má zahrát absolventům školy. Školní konzultant Chuck Sherman rozhodne, že trestem pro Matta by mělo být léto na hudebním táboře. Sherman doufá, že si tam Matt najde přátele a nebude následovat svého bratra, kterého Sherman nenávidí.
Když se Matt dostane na hudební tábor, nestará se o pravidla a dostane svou skupinu do problémů. Pan Levenstein mu doporučí, aby se pokusil získat důvěru kapely. To Matta přinutí, aby více dodržoval pravidla, ale dělá to jen, aby je mohl natočit. Matt zjistí, že jeho spolubydlící Ernie se vyzná ve špionážních technologiích a dovolí mu, aby mu pomohl s natáčením.
Když Matt získá důvěru kapely, rozhodne se účastnit duelu s Brandonem, vůdcem znepřátelené kapely, i když neví, co ten duel obnáší. Vyjde najevo, že soutěžící v duelu mají ukázat svoje hudební dovednosti. Brandon hraje na malý bubínek a Matt na triangl. Už to vypadá, že Brandon vyhraje, Matt poníženě odchází, ale vrátí se a hraje na dudy. Všechny překvapí, že je slušný hráč, včetně Elyse.
Během stále probíhajícího tajného natáčení lidí na táboře si Matt postupně získává přátele. Začne se zajímat také o Elyse, která byla jeho kamarádkou do té doby, než se Matt začal stýkat se Steveovými přáteli a hrát si na Stifmeistera. Matt je ale přistižen při natáčení a ztratí tak své přátele. Matt si promluví s panem Levensteinem, který mu řekne, že většina těch lidí, které Steve považuje za své přátele, ho moc nemá ráda. Levenstein věří, že lidé chtějí mít Matta rádi, ale on jim to neumožňuje.
Matt tedy uvěří, že jeho bratr není ten nejvhodnější vzor, a smaže veškeré video, které na táboře natočil. Stifler vytvoří plán, jak získat pro Elyse stipendium, které kvůli němu ztratila. Elyse dostane falešný dopis, aby přišla do školy, o kterou stála. Před ní začne hrát celá její kapela, včetně Matta, který hraje na dudy. Aby zjistila, co způsobuje ten hluk, přijde se na to podívat ředitelka školy, která uvěří tomu, že to celé diriguje Elyse, a dá jí stipendium. Elyse za to Mattovi děkuje a objímá ho, Matt jí vrátí pikolu, o které si předtím myslel, že to je dildo. Pak se políbí.

## Postavy
- Matt Stifler (Tad Hilgenbrink)
- Elyse Houstonová (Arielle Kebbel)
- Noah Levenstein (Eugene Levy)
- Ernie Kaplowitz (Jason Earles)
- Brandon Vandercamp (Matt Barr)
- Jimmy Chong (Jun Hee Lee)
- Chloe (Crystle Lightning)
- Arianna (Lauren C. Mayhew)
- Sharie (Angela Little)
- Danielle (Rachel Veltri)
- Chuck Sherman (Chris Owen)
- Oscar (Omar Benson Miller)
- Andy (Dossett March)
- Dr. Susan Choi (Lily Mariye)

## Podobnosti s předchozími filmy
- Matt pije sodu se slinami, což je podobné scéně z prvního dílu, kdy se Steve napil piva, ve kterém bylo semeno.
- Když Matt ejakuluje do lahvičky s pleťovým krémem, připomíná to scénu, kdy Kevin v prvním díle ejakuloval do piva, které pak Steve vypil.
- Když Matt strká svůj penis do hoboje, je to podobné Jimově souloži s koláčem v prvním díle. Když se mu tam penis přílepí, připomíná to zase Jima ve druhém díle, kde měl k přirození přilepenou ruku.